# Bilkisu Yusuf
Cet article concerne une journaliste nigériane. Pour la judokate nigériane, voir Bilkisu Yusuf (judo).
Bilkisu Yusuf, aussi connue sous le nom de Hajiya Bilkisu Yusuf (2 décembre 1952 - 24 septembre 2015), est une journaliste nigériane, chroniqueuse et rédactrice en chef de journaux à Abuja, Kano et Kaduna, au Nigéria. Elle est connue au Nigéria pour être la première femme à avoir dirigé un journal national. Elle est une féministe musulmane, défend le dialogue interreligieux à travers la société, est conseillère auprès du président du Nigéria pour les questions internationales et fondatrice d'ONG, comme Femmes du Nigeria (WIN) et la Fédération des Associations de Femmes Musulmanes (FOMWAN). Elle est morte lors de la bousculade du Hajj en 2015 alors qu'elle faisait le pèlerinage à la Mecque, en Arabie saoudite,.
Un homme qui a pu effectuer un pèlerinage à la mecque est appelé Elhadji. L'action cultuelle est nommée Hadji.

## Biographie

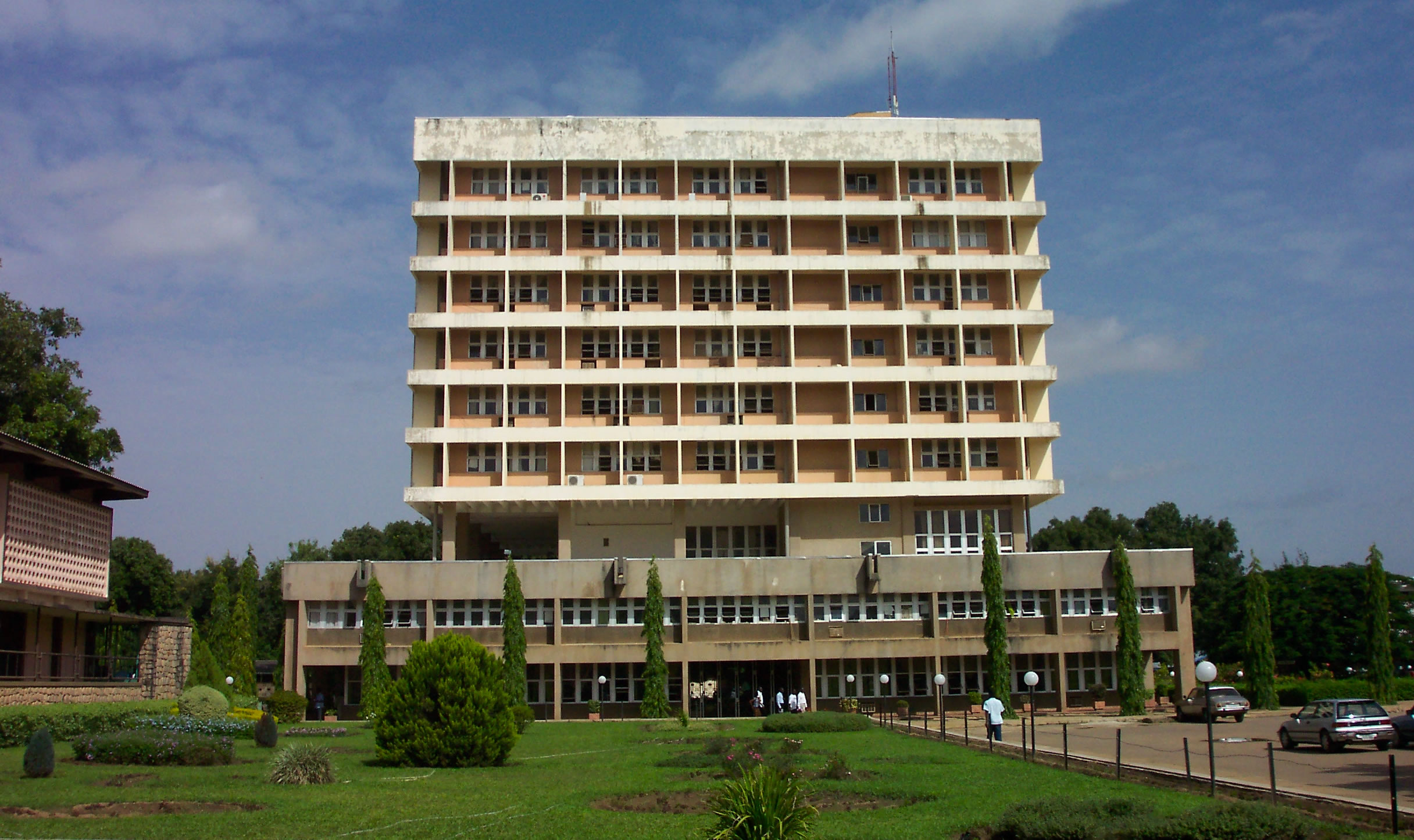
Yusuf a étudié à l'université Ahmadu-Bello et y a fondé l'organisation des Femmes du Nigeria au début des années 1980.

Bilkisu Yusuf est née le 2 décembre 1952. Elle a fait ses études primaires et ses études secondaires à Kano et Dala.
Elle a obtenu son baccalauréat en science politique à l'université Ahmadu-Bello de Zaria, au Nigeria, et elle est titulaire d'une maîtrise en science politique et en relations internationales de l'université du Wisconsin à Madison, aux États-Unis ; elle est également titulaire d'un diplôme d'études supérieures en journalisme de l'École internationale de journalisme de l'Institut d'État des relations internationales de Moscou, en Russie en 1986.
Elle a d'abord été mariée à Sanusi Ciroma Yusuf, qui est devenu Juge en Chef de l'État. Le couple a eu deux enfants, un fils Moshood Sanusi Yusuf et une fille Nana Fatima. Ils ont ensuite divorcé. Son premier mari est mort à l'âge de 73 ans. Mustapha Bintube est son second mari.
Hajiya Bilkisu Yusuf a reçu le titre honorifique Hajiya après la fin du pèlerinage à la Mecque (Haji est la forme masculine). Elle est morte alors qu'elle était à la tête des femmes de la National Hajj Commission du Nigeria.

## Carrière
Bilkisu Yusuf a été journaliste pour le Daily Trust [Quand ?] et pour Leadership [Quand ?], des journaux à Abuja, au Nigeria. Après son retour de l'université de Wisconsin-Madison, elle est devenue la première femme rédactrice en chef au Sunday Triumph, de Kano, de 1983 à 1987. Elle a également occupé le poste de rédactrice en chef au New Nigerian de Kaduna, en 1987 et au Citizen Magazine, Kaduna, en 1990. Elle était connue pour ses colonnes "Civil Society Watch" ("Le regard de la société civile"). Elle a été active dans l'Association des Femmes Journalistes du Nigeria (NAWOJ), qui encadre les jeunes femmes journalistes au Nigeria.
Yusuf a été conseillère du Président aux Affaires Internationales. Elle militait aussi pour la défense des droits des femmes. Elle a fondé plusieurs ONG, comme les Femmes du Nigeria (WIN), qui fut l'une des premières organisations féministes au Nigeria,, la Fédération des Associations de Femmes Musulmanes au Nigeria (FOMWAN), l'Association Interconfessionnelle Nigériane de lutte Contre le Paludisme (NIFAAM), et la Fondation pour la Réforme de la Santé du Nigeria (HERFON), Elle a été la directrice d'Advocacy Nigeria. Elle a également été active dans l'association Bring Back Our Girls qui visait le retour en toute sécurité des filles de Chibok.